# Ždírec nad Doubravou
Ždírec nad Doubravou (in tedesco Zdiretz) è una città della Repubblica Ceca facente parte del distretto di Havlíčkův Brod, nella regione di Vysočina.